# Laurent Dos Santos
Laurent Dos Santos (* 21. September 1993 in Montmorency) ist ein französischer Fußballspieler portugiesischer Herkunft.

## Karriere
Als Jugendspieler trug Dos Santos das Trikot des Vereins Entente Sannois Saint-Gratien aus dem Großraum Paris. Von dort aus wechselte der gelernte defensive Mittelfeldspieler zum bretonischen Profiklub EA Guingamp, bei dem ihm 2010 die Aufnahme in die fünftklassig antretende zweite Mannschaft glückte. Für diese spielte er zunächst sporadisch und dann immer regelmäßiger. Für die erste Elf war er nicht vorgesehen, bis er im Sommer 2013 einen Profivertrag unterzeichnete. Im selben Jahr war Guingamp der Aufstieg in die höchste französische Spielklasse gelungen.
Zu Beginn der Saison 2013/14 fand er sich trotz des zuvor unterzeichneten Vertrags in der Reservemannschaft wieder, wurde im Oktober aber erstmals in den Erstligakader berufen. Am 23. November 2013 absolvierte er sein Profidebüt, als er bei einem 1:1-Unentschieden in einer Ligabegegnung gegen den HSC Montpellier in der 82. Minute als Ersatzspieler für Christophe Mandanne das Spielfeld betrat. Beim 0:0 gegen den FC Toulouse am 21. Dezember desselben Jahres spielte er zum ersten Mal über die vollen 90 Minuten und in der Rückrunde avancierte er zum Stammspieler, wobei er meist als Außenverteidiger aufgeboten wurde. Guingamp gewann das nationale Pokalfinale 2014 mit 2:0 gegen Rennes, doch an diesem Erfolg hatte er keinen direkten Anteil. Guingamp erreichte damit die Europa League 2014/15, in welcher er am 23. Oktober 2014 bei einem 0:0 gegen Dinamo Minsk zu seinem Debüt im landesübergreifenden Wettbewerb kam. Seinen Stammplatz konnte er insbesondere in der Liga hingegen nicht behaupten.
Im Sommer 2016 wechselte er zum zuvor in die zweite Liga aufgestiegenen RC Strasbourg. Mit diesem erreichte Dos Santos 2017 den nochmaligen Aufstieg in die Erstklassigkeit.